# Партия идентичности и демократии
Идентичность и демократия (англ. Identity and Democracy Party, фр. Parti Identité et Démocratie, итал. Partito Identità e Democrazia, нем. Identität und Demokratie Partei; сокр. — ID Party) — европейская политическая партия, объединяющая действующие в странах ЕС партии националистов, правых популистов и евроскептиков. Её взгляды политологами и журналистами расцениваются как правые или ультраправые. Фракция партии в Европарламенте насчитывает 60 мест из 705. Основана в 2014 году как Движение за Европу наций и свобод (англ. Movement for a Europe of Nations and Freedom, MENF).

## История
Основана в 2014 году перед выборами в Европарламент французским Национальным фронтом, итальянской Лигой Севера, Австрийской партией свободы, бельгийским «Фламандским интересом» и чешской Гражданской консервативной партией. После в её состав также вошли нидерландская Партия свободы и польский «Конгресс новых правых».
16 июня 2015 года была создана фракция Европарламента «Европа наций и свобод», в которую вошли депутаты от партий ИД, а также один независимый депутат от Великобритании.
В сентябре 2015 и марте 2016 года партия проводила коллоквиумы в здании парламента Фламандии.
В 2019 году фракция «Европа наций и свобод» была переименована в «Идентичность и демократия».
В 2016 году ИД покинула Гражданская консервативная партия, в 2019 году — «Конгресс новых правых».
В 2019 году в состав партии вошли Консервативная народная партия Эстонии (EKRE) и чешская «Свобода и прямая демократия», в 2020-м — португальская националистическая партия Chega, в 2023-м — немецкая «Альтернатива для Германии» (AdG), депутаты от которой входили во фракцию ИД с 2019 года.
В 2024 году состав ИД пополнили Словацкая национальная партия и болгарская партия «Возрождение».

## Идеология
Партия выступает против полного демонтажа Евросоюза, однако критикует его за ультралиберализм, чрезмерную бюрократию и федерализацию. Партия заявляет своей целью сохранение Европы наций, сохраняющих свою самобытность.
Большинство партий ИД критикуют текущую миграционную политику ЕС и выступают за её ужесточение, а также против мультикультурализма. Такие партии, как ПСН и АдГ, крайне негативно относятся к исламу.

## Состав
- Австрия — Австрийская партия свободы (АПС), 3 депутата
- Бельгия — Фламандский интерес (ФИ), 3 депутата
- Болгария — Возрождение, нет депутатов
- Германия — Альтернатива для Германии (АдГ), 9 депутатов.
- Италия — Лига Севера (ЛС), 23 депутата
- Португалия — Chega, нет депутатов
- Словакия — СНП, нет депутатов
- Франция — Национальное объединение, 18 депутатов
- Чехия — Свобода и прямая демократия, 2 депутата
- Эстония — Консервативная народная партия Эстонии (ЭКРЕ), 1 депутат

### Партии-партнёры, не входящие в партию
Представители данных партиях присутствовали на съездах и мероприятиях ИД, не являясь при этом её членами.
- Великобритания — Партия Brexit (2020)[13]
- Венгрия — Фидес — Венгерский гражданский союз (2019, 2022, 2023)[14][15]
- Греция — Греческое решение (2021, 2022)[16][17]
- Дания — Датская народная партия (2019)[18]
- Израиль — Ликуд (2023)[19]
- Испания — Vox (2016, 2017, 2023)[20][21][15]
- Италия — Братья Италии (2016)[22]
- Нидерланды — Партия свободы (2016)[23]
- Польша — Право и справедливость (2019)[24], Национальное движение (2023)[19], Конфедерация свободы и независимости (2023)[25]
- Румыния — S.O.S. Румыния (2023)[26], Альянс за единение румын (2023)[25]
- Сербия — Сербская народная партия (2023)[15]
- Словения — Словенская демократическая партия (2021)[27]
- США — Республиканская партия США (2023, 2024)[19][28]
- Финляндия — Истинные финны (2019)[12][18]
- Хорватия — Отечественное движение (2023)[29]